# Equus alaskae
Equus alaskae es una especie extinta de caballo que vivió durante el Pleistoceno en América del Norte.
Fósiles encontrados desde Alaska a México han sido identificados como Equus alaskae, siendo el équido más común en el sudoeste de Norteamérica. Era una especie de tamaño medio a pequeño, alrededor de las dimensiones de un "cowpony."